# Blepharella leucania
Blepharella leucania là một loài ruồi trong họ Tachinidae.